# Idia diminuendis
Idia diminuendis là một loài bướm đêm thuộc họ Noctuidae. Nó được tìm thấy ở Wisconsin tới Nova Scotia, phía nam đến Florida và Texas.
Sải cánh dài khoảng 16 mm. There are two generations in hầu hết the range.
Ấu trùng ăncây lá rụng mùa đông, kể cả lá chết.